# Marcus Welke
Marcus Welke (* 1967 in Freiburg im Breisgau) ist ein deutscher Filmproduzent.

## Leben
Welke wurde in Freiburg im Breisgau geboren und studierte zunächst Politik- und Sozialwissenschaften, bevor er an der Filmakademie Baden-Württemberg den Studiengang Produktion/Creative Producing absolvierte. Bereits während seiner Studienzeit arbeitete Welke als Lektor  für diverse Produktionsfirmen und ließ sich zum Script Consultant ausbilden. Von 1999 bis 2001 war er als Head of Development bei der Trebitsch Produktion sowie als Producer bei Kinowelt sowie der Hager Moss Film tätig. 2003 gründete er gemeinsam mit Produzent Henning  Ferber die Produktionsfirma Film1 mit Sitz in Berlin, deren erste Projekt Lars Kraumes Keine Lieder über Liebe (2005) war.

## Filmografie (Auswahl)
- 2005: Oktoberfest
- 2005: Vorsicht Schwiegermutter!
- 2005: Keine Lieder über Liebe
- 2009: Mitte Ende August
- 2009: Lila, Lila
- 2009: Phantomschmerz
- 2011: Rubbeldiekatz
- 2012: Heiter bis wolkig
- 2020: Lassie – Eine abenteuerliche Reise
- 2020: In Berlin wächst kein Orangenbaum
- 2024: Spieleabend